# Heineken Cup 2011-2012
Heineken Cup 2011-12 (in inglese 2011-12 Heineken Cup; in francese H Cup 2011-12) fu la 17ª edizione della massima competizione europea per club di rugby a 15.
Si tenne dall’11 novembre 2011 al 19 maggio 2012 tra 24 squadre provenienti da Francia, Inghilterra, Galles, Irlanda, Italia e Scozia nel consolidato formato di sei gironi da quattro squadre ciascuno con passaggio ai quarti della vincitrice di ogni girone più le due migliori seconde.
La competizione vide la vittoria dell'irlandese Leinster, alla sua terza Coppa, seconda consecutiva, sulla compatriota Ulster allo stadio di Twickenham per 42-14.
Con tale affermazione, Leinster divenne appena la seconda squadra dopo Leicester a vincere il torneo da campione uscente.
Il valore delle marcature, come stabilito dall’IRFB nel 1992, era: 5 punti per ciascuna meta (7 se trasformata), 3 punti per la realizzazione di ciascun calcio piazzato, idem per il drop.

## Formula
Le squadre furono ripartite in sei gironi da quattro squadre ciascuno.
Ai quarti di finale accedettero la prima classificata di ciascuno dei sei gironi più le due seconde migliori classificate per punteggio e differenza punti marcati.
Il punteggio ai fini della classifica fu quello a bonus dell'Emisfero Sud, che per ogni partita prevede:
- 4 punti per la vittoria
- 2 punti ciascuno per il pareggio
- 0 punti per la sconfitta
- 1 punto aggiuntivo per la o le squadre che realizzino almeno 4 mete
- 1 eventuale punto per la squadra sconfitta con sette o meno punti di scarto.

Le squadre prime classificate, in ordine decrescente di punteggio in classifica e, a parità di esso, di differenza punti marcati/subiti, occuparono i posti del seeding da 1 a 6; le seconde classificate, ordinate secondo lo stesso criterio, i posti 7 e 8.
I quarti di finale videro le squadre con il ranking da 1 a 4 affrontare in gara unica sul proprio campo quelle con seeding rispettivamente da 8 a 5 secondo il seguente ordine:
1. seeding 1 – seeding 8
2. seeding 2 – seeding 7
3. seeding 3 – seeding 6
4. seeding 4 – seeding 5

Le due semifinali furono determinate per sorteggio in gara unica, in sede da stabilire a cura di ERC.
La finale si tenne in gara unica allo stadio di Twickenham di Londra.

## Squadre partecipanti
| Girone A                  | Girone B                   | Girone C                  |
| ------------------------- | -------------------------- | ------------------------- |
| Castres (Francia)         | Cardiff Blues (Galles)     | Bath (Inghilterra)        |
| Munster (Irlanda)         | Edimburgo (Scozia)         | Glasgow Warriors (Scozia) |
| Northampton (Inghilterra) | London Irish (Inghilterra) | Leinster (Irlanda)        |
| Scarlets (Galles)         | Racing Métro 92 (Francia)  | Montpellier (Francia)     |
| Girone D                  | Girone E                   | Girone F                  |
| Aironi (Italia)           | Benetton (Italia)          | Connacht (Irlanda)        |
| Clermont (Francia)        | Biarritz (Francia)         | Gloucester (Inghilterra)  |
| Leicester (Inghilterra)   | Ospreys (Galles)           | Harlequins (Inghilterra)  |
| Ulster (Irlanda)          | Saracens (Inghilterra)     | Tolosa (Francia)          |

## Fase a gironi

### Girone A
|            | Incontri               |       |
| ---------- | ---------------------- | ----- |
| 12-11-2011 | Scarlets – Castres     | 31-23 |
| 12-11-2011 | Munster – Northampton  | 23-21 |
| 18-11-2011 | Northampton - Scarlets | 23-28 |
| 19-11-2011 | Castres - Munster      | 24-27 |
| 10-12-2011 | Castres - Northampton  | 41-22 |
| 10-12-2011 | Scarlets – Munster     | 14-17 |
| 18-12-2011 | Munster – Scarlets     | 19-13 |
| 18-12-2011 | Northampton - Castres  | 45-0  |
| 14-1-2012  | Scarlets – Northampton | 17-29 |
| 14-1-2012  | Munster – Castres      | 26-10 |
| 21-1-2012  | Northampton - Munster  | 36-51 |
| 21-1-2012  | Castres - Scarlets     | 13-16 |

#### Classifica
| Pos | Squadra     | G | V | N | P | PF  | PS  | P±  | BP | PT |
| --- | ----------- | - | - | - | - | --- | --- | --- | -- | -- |
| A1  | Munster     | 6 | 6 | 0 | 0 | 163 | 118 | 45  | 1  | 25 |
| A2  | Scarlets    | 6 | 3 | 0 | 3 | 119 | 124 | −5  | 3  | 15 |
| A3  | Northampton | 6 | 2 | 0 | 4 | 176 | 160 | 16  | 4  | 12 |
| A4  | Castres     | 6 | 1 | 0 | 5 | 111 | 167 | −56 | 3  | 7  |

### Girone B
|            | Incontri                    |       |
| ---------- | --------------------------- | ----- |
| 11-11-2011 | Racing Métro – Cardiff      | 20-26 |
| 12-11-2011 | London Irish – Edimburgo    | 19-20 |
| 18-11-2011 | Cardiff – London Irish      | 24-18 |
| 18-11-2011 | Edimburgo – Racing Métro    | 48-47 |
| 9-12-2011  | Cardiff – Edimburgo         | 25-8  |
| 10-12-2011 | Racing Métro – London Irish | 14-34 |
| 16-12-2011 | Edimburgo – Cardiff Blues   | 19-12 |
| 17-12-2011 | London Irish – Racing Métro | 19-25 |
| 14-1-2012  | Racing Métro – Edimburgo    | 24-27 |
| 14-1-2012  | London Irish – Cardiff      | 15-22 |
| 22-1-2012  | Cardiff – Racing Métro      | 36-30 |
| 22-1-2012  | Edimburgo – London Irish    | 34-11 |

#### Classifica
| Pos | Squadra         | G | V | N | P | PF  | PS  | P±  | BP | PT |
| --- | --------------- | - | - | - | - | --- | --- | --- | -- | -- |
| B1  | Edimburgo       | 6 | 5 | 0 | 1 | 156 | 138 | 18  | 2  | 22 |
| B2  | Cardiff Blues   | 6 | 5 | 0 | 1 | 145 | 110 | 35  | 1  | 21 |
| B3  | London Irish    | 6 | 1 | 0 | 5 | 116 | 139 | −23 | 5  | 9  |
| B4  | Racing Métro 92 | 6 | 1 | 0 | 5 | 160 | 190 | −30 | 5  | 9  |

### Girone C
|            | Incontri               |       |
| ---------- | ---------------------- | ----- |
| 12-11-2011 | Montpellier – Leinster | 16-16 |
| 13-11-2011 | Glasgow – Bath         | 26-21 |
| 20-11-2011 | Leinster – Glasgow     | 38-13 |
| 20-11-2011 | Bath – Montpellier     | 16-13 |
| 11-12-2011 | Glasgow – Montpellier  | 20-15 |
| 11-12-2011 | Bath – Leinster        | 13-18 |
| 17-12-2011 | Montpellier – Glasgow  | 13-13 |
| 17-12-2011 | Leinster – Bath        | 52-27 |
| 14-1-2012  | Montpellier – Bath     | 24-22 |
| 15-1-2012  | Glasgow – Leinster     | 16-23 |
| 21-1-2012  | Bath – Glasgow         | 23-18 |
| 21-1-2012  | Leinster – Montpellier | 25-3  |

#### Classifica
| Pos | Squadra          | G | V | N | P | PF  | PS  | P±  | BP | PT |
| --- | ---------------- | - | - | - | - | --- | --- | --- | -- | -- |
| C1  | Leinster         | 6 | 5 | 1 | 0 | 172 | 88  | 84  | 2  | 24 |
| C2  | Glasgow Warriors | 6 | 2 | 1 | 3 | 106 | 133 | −27 | 2  | 12 |
| C3  | Bath             | 6 | 2 | 0 | 4 | 122 | 151 | −29 | 3  | 11 |
| C4  | Montpellier      | 6 | 1 | 2 | 3 | 84  | 112 | −28 | 2  | 10 |

### Girone D
|            | Incontri             |       |
| ---------- | -------------------- | ----- |
| 12-11-2011 | Aironi – Leicester   | 12-28 |
| 12-11-2011 | Ulster – Clermont    | 16-11 |
| 18-11-2011 | Clermont – Aironi    | 54-3  |
| 19-11-2011 | Leicester – Ulster   | 20-9  |
| 9-12-2011  | Ulster – Aironi      | 31-10 |
| 11-12-2011 | Clermont – Leicester | 30-12 |
| 17-12-2011 | Leicester – Clermont | 23-19 |
| 17-12-2011 | Aironi – Ulster      | 20-46 |
| 13-1-2012  | Ulster – Leicester   | 41-7  |
| 14-1-2012  | Aironi – Clermont    | 0-82  |
| 21-1-2012  | Leicester – Aironi   | 33-6  |
| 21-1-2012  | Clermont – Ulster    | 19-15 |

#### Classifica
| Pos | Squadra   | G | V | N | P | PF  | PS  | P±   | BP | PT |
| --- | --------- | - | - | - | - | --- | --- | ---- | -- | -- |
| D1  | Clermont  | 6 | 4 | 0 | 2 | 215 | 69  | 146  | 4  | 20 |
| D2  | Ulster    | 6 | 4 | 0 | 2 | 158 | 87  | 71   | 4  | 20 |
| D3  | Leicester | 6 | 4 | 0 | 2 | 123 | 117 | 6    | 1  | 17 |
| D4  | Aironi    | 6 | 0 | 0 | 6 | 51  | 274 | −223 | 0  | 0  |

### Girone E
|            | Incontri            |       |
| ---------- | ------------------- | ----- |
| 12-11-2011 | Ospreys – Biarritz  | 28-21 |
| 13-11-2011 | Saracens – Benetton | 42-17 |
| 19-11-2011 | Benetton – Ospreys  | 26-26 |
| 19-11-2011 | Biarritz – Saracens | 15-10 |
| 10-12-2011 | Benetton – Biarritz | 30-26 |
| 10-12-2011 | Saracens – Ospreys  | 31-26 |
| 16-12-2011 | Ospreys – Saracens  | 13-16 |
| 16-12-2011 | Biarritz – Benetton | 29-12 |
| 13-1-2012  | Ospreys – Benetton  | 44-17 |
| 15-1-2012  | Saracens – Biarritz | 20-16 |
| 22-1-2012  | Benetton – Saracens | 20-26 |
| 22-1-2012  | Biarritz – Ospreys  | 36-5  |

#### Classifica
| Pos | Squadra  | G | V | N | P | PF  | PS  | P±  | BP | PT |
| --- | -------- | - | - | - | - | --- | --- | --- | -- | -- |
| E1  | Saracens | 6 | 5 | 0 | 1 | 145 | 107 | 38  | 2  | 22 |
| E2  | Biarritz | 6 | 3 | 0 | 3 | 143 | 105 | 38  | 6  | 18 |
| E3  | Ospreys  | 6 | 2 | 1 | 3 | 142 | 147 | −5  | 3  | 13 |
| E4  | Benetton | 6 | 1 | 1 | 4 | 122 | 193 | −71 | 1  | 7  |

### Girone F
|            | Incontri                |       |
| ---------- | ----------------------- | ----- |
| 11-11-2011 | Harlequins – Connacht   | 25-17 |
| 13-11-2011 | Tolosa – Gloucester     | 21-17 |
| 19-11-2011 | Gloucester – Harlequins | 9-28  |
| 19-11-2011 | Connacht – Tolosa       | 10-36 |
| 9-12-2011  | Harlequins – Tolosa     | 10-21 |
| 10-12-2011 | Connacht – Gloucester   | 10-14 |
| 17-12-2011 | Gloucester – Connacht   | 23-19 |
| 18-12-2011 | Tolosa – Harlequins     | 24-31 |
| 14-1-2012  | Tolosa – Connacht       | 24-3  |
| 14-1-2012  | Harlequins – Gloucester | 20-14 |
| 20-1-2012  | Connacht – Harlequins   | 9-8   |
| 20-1-2012  | Gloucester – Tolosa     | 34-24 |

#### Classifica
| Pos | Squadra    | G | V | N | P | PF  | PS  | P±  | BP | PT |
| --- | ---------- | - | - | - | - | --- | --- | --- | -- | -- |
| F1  | Tolosa     | 6 | 4 | 0 | 2 | 150 | 105 | 45  | 2  | 18 |
| F2  | Harlequins | 6 | 4 | 0 | 2 | 122 | 94  | 28  | 1  | 17 |
| F3  | Gloucester | 6 | 3 | 0 | 3 | 111 | 122 | −11 | 3  | 15 |
| F4  | Connacht   | 6 | 1 | 0 | 5 | 68  | 130 | −62 | 2  | 6  |

## Seedingdopo la fase a gironi
| Pos | Squadra          | G | V | N | P | PF  | PS  | DP   | BMP | Pt |
| --- | ---------------- | - | - | - | - | --- | --- | ---- | --- | -- |
| 1   | Munster          | 6 | 6 | 0 | 0 | 163 | 118 | +45  | 1   | 25 |
| 2   | Leinster         | 6 | 5 | 1 | 0 | 172 | 88  | +84  | 2   | 24 |
| 3   | Edimburgo        | 6 | 5 | 0 | 1 | 156 | 138 | +18  | 2   | 22 |
| 4   | Saracens         | 6 | 5 | 0 | 1 | 145 | 107 | +38  | 2   | 22 |
| 5   | Clermont         | 6 | 4 | 0 | 2 | 215 | 69  | +146 | 4   | 20 |
| 6   | Tolosa           | 6 | 4 | 0 | 2 | 150 | 105 | +45  | 2   | 18 |
| 7   | Cardiff Blues    | 6 | 5 | 0 | 1 | 145 | 110 | +35  | 1   | 21 |
| 8   | Ulster           | 6 | 4 | 0 | 2 | 158 | 87  | +71  | 4   | 20 |
| 9   | Biarritz         | 6 | 3 | 0 | 3 | 143 | 105 | +38  | 6   | 18 |
| 10  | Harlequins       | 6 | 4 | 0 | 2 | 122 | 94  | +28  | 1   | 17 |
| 11  | Scarlets         | 6 | 3 | 0 | 3 | 119 | 124 | −5   | 3   | 15 |
| 12  | Glasgow Warriors | 6 | 2 | 1 | 3 | 106 | 133 | −27  | 2   | 12 |

## Play-off
|  | Quarti di finale | Quarti di finale | Quarti di finale |           |          | Semifinali | Semifinali | Semifinali |  |  | Finale | Finale | Finale |  |
|  |                  |                  |                  |           |          |            |            |            |  |  |        |        |        |  |
|  | 1                | Munster          | 16               |           |          |            |            |            |  |  |        |        |        |  |
|  | 1                | Munster          | 16               |           |          |            |            |            |  |  |        |        |        |  |
|  | 8                | Ulster           | 22               |           |          |            |            |            |  |  |        |        |        |  |
|  | 8                | Ulster           | 22               |           | Ulster   | Ulster     | 22         |            |  |  |        |        |        |  |
|  |                  |                  |                  |           | Ulster   | Ulster     | 22         |            |  |  |        |        |        |  |
|  |                  |                  | Edimburgo        | Edimburgo | 19       |            |            |            |  |  |        |        |        |  |
|  | 3                | Edimburgo        | Edimburgo        | Edimburgo | 19       | 19         |            |            |  |  |        |        |        |  |
|  | 3                | Edimburgo        |                  |           |          |            |            |            |  |  |        |        |        |  |
|  | 6                | Tolosa           | 14               |           |          |            |            |            |  |  |        |        |        |  |
|  | 6                | Tolosa           | 14               |           | Ulster   | Ulster     | 14         |            |  |  |        |        |        |  |
|  |                  |                  |                  |           |          |            |            |            |  |  |        |        |        |  |
|  |                  |                  | Leinster         | Leinster  | 42       |            |            |            |  |  |        |        |        |  |
|  | 2                | Leinster         | Leinster         | Leinster  | 42       | 34         |            |            |  |  |        |        |        |  |
|  | 2                | Leinster         |                  |           |          |            |            |            |  |  |        |        |        |  |
|  | 7                | Cardiff Blues    | 3                |           |          |            |            |            |  |  |        |        |        |  |
|  | 7                | Cardiff Blues    | 3                |           | Clermont | Clermont   | 15         |            |  |  |        |        |        |  |
|  |                  |                  |                  |           | Clermont | Clermont   | 15         |            |  |  |        |        |        |  |
|  |                  |                  | Leinster         | Leinster  | 19       |            |            |            |  |  |        |        |        |  |
|  | 4                | Saracens         | Leinster         | Leinster  | 19       | 3          |            |            |  |  |        |        |        |  |
|  | 4                | Saracens         |                  |           |          |            |            |            |  |  |        |        |        |  |
|  | 5                | Clermont         | 22               |           |          |            |            |            |  |  |        |        |        |  |

### Quarti di finale
| Arbitro: | Nigel Owens |

|                       |      |                      |
| Blair 1’              | mt   | 30’ T. Matanavou     |
| Laidlaw 1’            | tr   |                      |
| Laidlaw 46’, 51’, 80’ | c.p. | 5’, 19’, 28’ Beauxis |
| Laidlaw 38’           | drop |                      |

| Arbitro: | Dave Pearson |

|                                                       |      |              |
| Nacewa 12’ R. Kearney 30’, 41’ Kearney O’Driscoll 34’ | mt   |              |
| Sexton 12’, 30’, 34’, 41’                             | tr   |              |
| Sexton 8’, 23’ Sexton                                 | c.p. | 2’ Halfpenny |

| Arbitro: | Romain Poite |

|                      |      |                              |
| Zebo 34’             | mt   | 16’ Gilroy                   |
| O’Gara 34’           | tr   | 16’ R. Pienaar               |
| O’Gara 40’, 49’, 61’ | c.p. | 5’, 11’, 20’, 59’ R. Pienaar |
|                      | drop | 32’ Humphreys                |

| Arbitro: | Alain Rolland |

|               |      |                            |
|               | mt   | 43’ Byrne                  |
|               | tr   | 43’ James                  |
| O. Farrell 6’ | c.p. | 7’, 11’, 13’, 55’ B. James |
|               | drop | 49’ B. James               |

### Semifinali
| Arbitro: | Romain Poite |

|                                   |      |                           |
| Wannenburg 15’                    | mt   | 80’ Thompson              |
| R. Pienaar 16’                    | tr   | 80’ Laidlaw               |
| R. Pienaar 5’, 38’, 58’, 63’, 75’ | c.p. | 9’, 11’, 40’, 45’ Laidlaw |

| Arbitro: | Wayne Barnes |

|                                  |      |                     |
|                                  | mt   | 41’ Healy           |
|                                  | tr   | 42’ Sexton          |
| B. James 17’, 31’, 36’, 39’, 52’ | c.p. | 7’, 34’, 62’ Sexton |
|                                  | drop | 46’ R. Kearney      |

### Finale
| Arbitro: | Nigel Owens |

|                                                                   |      |                         |
| S. O’Brien 12’ Healy 31’ tecnica 44’ H. v.d. Merwe 76’ Cronin 80’ | mt   | Tuohy 60’               |
| Sexton 12’, 31’, 44’ McFadden 80’                                 | tr   |                         |
| Sexton 51’, 67’, 73’                                              | c.p. | 7’, 40’, 49’ R. Pienaar |